# Оранский, Виктор Александрович
Виктор Александрович Ора́нский (настоящая фамилия — Гершов, 1899—1953) — советский композитор.

## Биография
Родился 22 апреля (4 мая) 1899 года в Феодосии.
В 1915—1918 годах учился в Московской консерватории по классу фортепиано у К. Н. Игумнова.
По окончании Гражданской войны заведовал музыкальной частью 2-й студии МХТ (1923—1925 годы), театра ВЦСПС (1932—1936 годы) и театра имени M. H. Ермоловой (1947—1950 годы).
Также занимался педагогической деятельностью: в 1921—1923 годах в Институте ритмического воспитания, в 1922—1925 годах в музыкальных школах имени А. К. Глазунова и А. Н. Скрябина, в 1939—1943 годах в Хореографическом училище при Большом театре.
Автор ряда музыкальных произведений, сыгравших существенную роль роль в становлении советского музыкально-хореографического искусства. В числе его работ:
- опера «Бронепоезд 14-69» (не окончена) и детская опера «Звезда радости» (1919);
- оперетта «Ночные пауки» (1929);
- балеты «Футболист» (1930), «Три толстяка» (1935), «Виндзорские проказницы» (1942);
- работы для хора и чтеца, сюиты для оркестра, камерные ансамбли, фортепьянные пьесы, романсы на стихи Бёрнса, М. Ю.Лермонтова (романс "Звезда" в исп. Н. А. Обуховой), В. Я. Брюсова, С. А. Есенина, В. В. Маяковского, музыка к спектаклям драматических театров (свыше 60) и к фильмам (свыше 30), песни для детей.

Умер 27 сентября 1953 года в Москве. Был похоронен на Новодевичьем кладбище (участок № 3, 42 ряд). В 1986 году рядом с ним была похоронена его жена — советская актриса, Народная артистка СССР Анастасия Зуева.
В РГАЛИ имеются архивные материалы, относящиеся к композитору.

## Фильмография

### Мультипликационные фильмы
- 1948 — Сказка о солдате
- 1948 — Федя Зайцев
- 1949 — Чудесный колокольчик
- 1950 — Девочка в цирке
- 1951 — Высокая горка
- 1951 — Таёжная сказка
- 1953 — Волшебный магазин